# О боговима и људима
О Боговима и људима (фр. Des hommes et des dieux) је француски играни филм из 2010. године. Филм је режирао Гзавијеа Бовоаа.

## Радња
Филм О боговима и људима је заснован је на истинитој причи која је 1996. године потресла Француску и свет. Током Алжирског грађанског рата из манастира у брдима Магреба где су живели у миру са исламским суседима киндаповано је седам француских монака. Након два месеца пронађени су мртви.  Одговорност за отмицу преузела екстремистичка исламска организација али то никада није потврђено, и одговорни за њихову отмицу и смрти никада нису приведени правди. Продуценти филма наглашавају да филм радије прича причу о животима монаха непосредно пре отмице, и њиховој храбрости, него причу о њиховој смрти. Филм је и прича о групи монаха који, у ерупцији насиља које их окружује, остају при ставу да је заједнички живот са неистомишљеницима могућ.

## Улоге
| Главне улоге       | Главне улоге |
| Глумац             | Улога        |
| ------------------ | ------------ |
| Ламберт Вилсон     | Кристијан    |
| Мајкл Лонсдејл     | Лук          |
| Оливије Рабурден   | Кристоф      |
| Филип Лоденбах     | Целестин     |
| Жак Херлин         | Амеде        |
| Лоик Пишон         | Жан-Пјер     |
| Гзавје Мали        | Мишел        |
| Жан-Мари Фрин      | Паул         |
| Абделхафид Металси | Ноуредине    |
| Сабрина Уазани     | Рабиа        |
| Абдулах Манди      | Омар         |
| Оливије Перије     | Бруно        |
| Фарид Ларби        | Али Фајатија |
| Адел Беншериф      | терориста    |

## Снимање филма
Редитељ и екипа филма припремали су се за снимање живећи једно време као права монашка заједница у манастиру у Мароку, у коме су касније снимали.

## Награде
Филм је четири недеље био први по броју посетилаца у француским биоскопима, да би тек током пете недеље приказивања пала на треће место, зарадивши са зарадом при том преко 8 милиона евра.
На 35. додели награде Француске филмске академије Цезар, 2011. године, филм је добио три награде, а номинован у 11 категорија:
- за најбољи филм
- за најбољу епизодну мушку улогу (Мајкл Лонсдејл)
- за камеру

Године 2010. на фестивалу у Кану филм је овенчан Гранд Приом и Наградом васељенског жирија. Номинован је за Европску филмску награду у две категорије, као и за награду БАФТА 2011. године.